# Élections municipales de 2008 à Londres
Les élections municipales de 2008 à Londres ont eu lieu le 1er mai 2008. Le maire sortant, le travailliste Ken Livingstone, est battu par le conservateur Boris Johnson.

## Campagne

### Choix du candidat conservateur
Le candidat conservateur est choisi le 27 septembre 2007
| Candidats | Candidats         | Voix   | %    |
| --------- | ----------------- | ------ | ---- |
|           | Boris Johnson     | 15 661 | 79,0 |
|           | Victoria Borwick  | 1 869  | 9,4  |
|           | Andrew Boff       | 1 674  | 8,4  |
|           | Warwick Lightfoot | 609    | 3,1  |
|           |                   |        |      |
| Total     | Total             | 19 813 | 100  |

## Sondages
| Date       | Institut   | Première préférence | Première préférence | Première préférence | Première préférence | Première préférence | Première préférence | Première préférence |             | 2d tour | 2d tour |
| Date       | Institut   | Livingstone         | Johnson             | Paddick             | Batten              | Berry               | Barnbrook           | Autres              | Livingstone | Johnson |         |
| ---------- | ---------- | ------------------- | ------------------- | ------------------- | ------------------- | ------------------- | ------------------- | ------------------- | ----------- | ------- | ------- |
| Date       | Institut   |                     |                     |                     |                     |                     |                     |                     |             |         |         |
| 30.04.2008 | YouGov     | 36 %                | 43 %                | 13 %                | 1 %                 | 2 %                 | 2 %                 | 3 %                 | 47 %        | 53 %    |         |
| 28.04.2008 | YouGov     | 35 %                | 46 %                | 12 %                | 1 %                 | 2 %                 | 2 %                 | 2 %                 | 45 %        | 55 %    |         |
| 27.04.2008 | mruk Cello | 44 %                | 43 %                | 9 %                 | -                   | -                   | -                   | 4 %                 | 51 %        | 49 %    |         |
| 24.04.2008 | Ipsos MORI | 41 %                | 38 %                | 12 %                | -                   | -                   | -                   | 9 %                 | 52 %        | 48 %    |         |
| 18.04.2008 | YouGov     | 37 %                | 44 %                | 12 %                | 1 %                 | 3 %                 | 1 %                 | 2 %                 | 47 %        | 53 %    |         |
| 14.04.2008 | mruk Cello | 45 %                | 44 %                | 9 %                 | -                   | -                   | -                   | 2 %                 | 50 %        | 50 %    |         |
| 11.04.2008 | YouGov     | 39 %                | 45 %                | 12 %                | 1 %                 | 2 %                 | 1 %                 | 0 %                 | 46 %        | 54 %    |         |
| 09.04.2008 | Ipsos MORI | 40 %                | 46 %                | 11 %                | 1 %                 | 2 %                 | 0 %                 | 0 %                 | 49 %        | 51 %    |         |
| 07.04.2008 | Ipsos MORI | 41 %                | 40 %                | 14 %                | 0 %                 | 5 %                 | 0 %                 | 0 %                 | 49 %        | 51 %    |         |
| 04.04.2008 | YouGov     | 36 %                | 49 %                | 10 %                | 1 %                 | 2 %                 | 1 %                 | 1 %                 | 44 %        | 56 %    |         |
| 01.04.2008 | ICM        | 41 %                | 42 %                | 10 %                | 0 %                 | 4 %                 | 1 %                 | 2 %                 | 49 %        | 51 %    |         |
| 25.03.2008 | YouGov     | 37 %                | 47 %                | 10 %                | 0 %                 | 2 %                 | 1 %                 | 3 %                 | -           | -       |         |
| 14.03.2008 | YouGov     | 37 %                | 49 %                | 12 %                | 0 %                 | 1 %                 | 1 %                 | 0 %                 | -           | -       |         |
| 21.02.2008 | YouGov     | 39 %                | 44 %                | 12 %                | 1 %                 | 1 %                 | 1 %                 | 2 %                 | -           | -       |         |
| 12.02.2008 | Ipsos MORI | 42 %                | 38 %                | 16 %                | 1 %                 | 2 %                 | 1 %                 | 0 %                 | -           | -       |         |
| 24.01.2008 | YouGov     | 44 %                | 40 %                | 8 %                 | 2 %                 | 1 %                 | 1 %                 | 4 %                 | -           | -       |         |
| 21.12.2007 | YouGov     | 45 %                | 44 %                | 7 %                 | -                   | -                   | -                   | 4 %                 | -           | -       |         |
| 09.11.2007 | YouGov     | 45 %                | 39 %                | 8 %                 | -                   | -                   | -                   | 8 %                 | -           | -       |         |

## Élection du maire
Pendant sa campagne, Boris Johnson mène une campagne aux accents islamophobes, aidé en cela par le quotidien Evening Standard notamment à travers ses articles sur les bonnes relations supposées entre le maire sortant Ken Livingstone et des religieux musulmans. Cette tactique, baptisée stratégie de zone 5 (en référence aux zones de tarifications du réseau londonien) par Lynton Crosby, directeur de campagne du candidat conservateur, et visant à séduire l'électorat âgé de la grande banlieue, enclin à la xénophobie, se double d'une main tendue aux classes supérieurs du centre-ville.

### Résultats
Le maire de Londres est élu au suffrage universel en suivant une variante du vote alternatif. Chaque électeur a droit à un premier et un second choix. Si aucun candidat ne recueille une majorité absolue de premiers choix, tous les candidats sont éliminés à l'exception des deux mieux classés, et on ajoute à leur score le nombre de bulletins où ils apparaissent en second choix. C'est celui des deux qui a la majorité de premiers et seconds choix qui l'emporte.

Carte des premiers choix par circonscription de l'Assemblée de Londres : Ken Livingstone en rouge et Boris Johnson en bleu.

| Parti                              | Candidat          | 1er tour  | %    | 2e tour | Total     | %    |
| ---------------------------------- | ----------------- | --------- | ---- | ------- | --------- | ---- |
| Parti conservateur                 | Boris Johnson     | 1 043 761 | 43,2 | 124 977 | 1 168 738 | 53,2 |
| Parti travailliste                 | Ken Livingstone   | 893 887   | 37,0 | 135 089 | 1 028 966 | 46,8 |
| Libéraux-démocrates                | Brian Paddick     | 235 585   | 9,8  |         |           |      |
| Parti vert                         | Siân Berry        | 77 347    | 3,2  |         |           |      |
| BNP                                | Richard Barnbrook | 69 710    | 3,2  |         |           |      |
| Alliance populaire chrétienne (en) | Alan Craig        | 39 249    | 1,6  |         |           |      |
| UKIP                               | Gerard Batten     | 22 422    | 1,2  |         |           |      |
| Left List                          | Lindsey German    | 16 796    | 0,7  |         |           |      |
| English Democrats                  | Matt O'Connor     | 10 695    | 0,4  |         |           |      |
| Indépendant                        | Winston McKenzie  | 5 389     | 0,2  |         |           |      |

## Élection de l'Assemblée

### Résultats

Résultats par circonscription.

Les 25 membres de l'Assemblée de Londres sont élus au suffrage universel en suivant un système proportionnel mixte. 14 membres sont élus dans les circonscriptions au scrutin uninominal majoritaire à un tour et les 11 autres sièges sont attribués suivant la méthode d'Hondt.
| Parti               | Circonscriptions (14) | Sièges supplémentaires (11) | Total (25) | Évolution |
| ------------------- | --------------------- | --------------------------- | ---------- | --------- |
| Parti conservateur  | 8                     | 3                           | 11         | +2        |
| Parti travailliste  | 6                     | 2                           | 8          | +1        |
| Libéraux-démocrates | 0                     | 3                           | 3          | –2        |
| Parti vert          | 0                     | 2                           | 2          | ±0        |
| BNP                 | 0                     | 1                           | 1          | +1        |
| UKIP                | 0                     | 0                           | 0          | –2        |